# Betacam SP

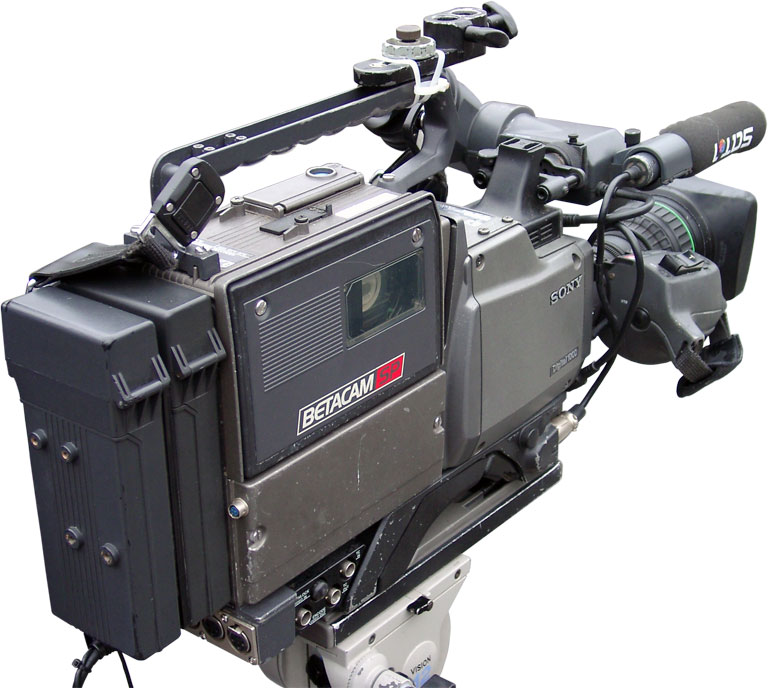
Professioneller Sony-Betacam-SP-Camcorder

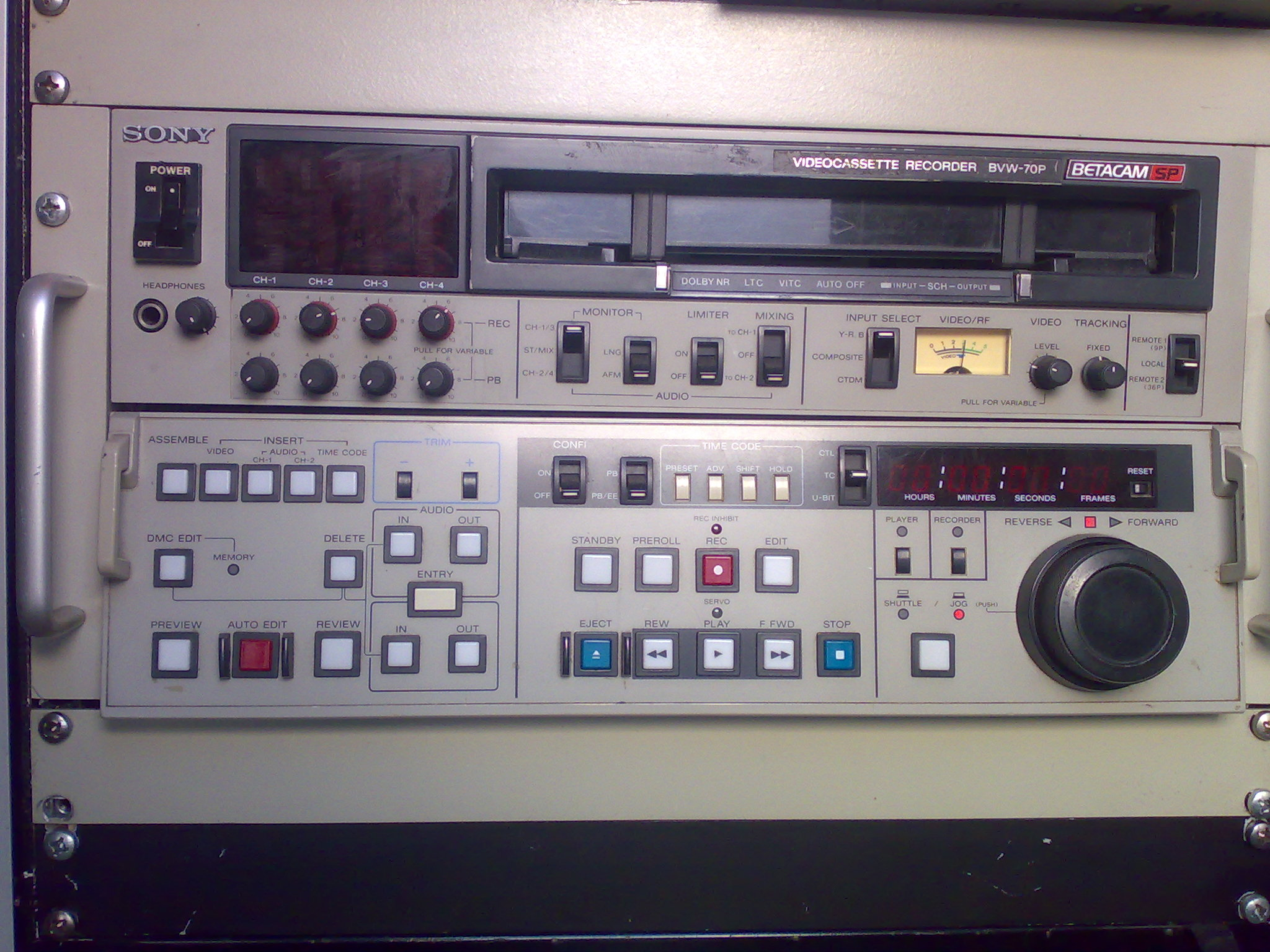
Professionelle Sony-Betacam-SP-Bandmaschine BVW-70P

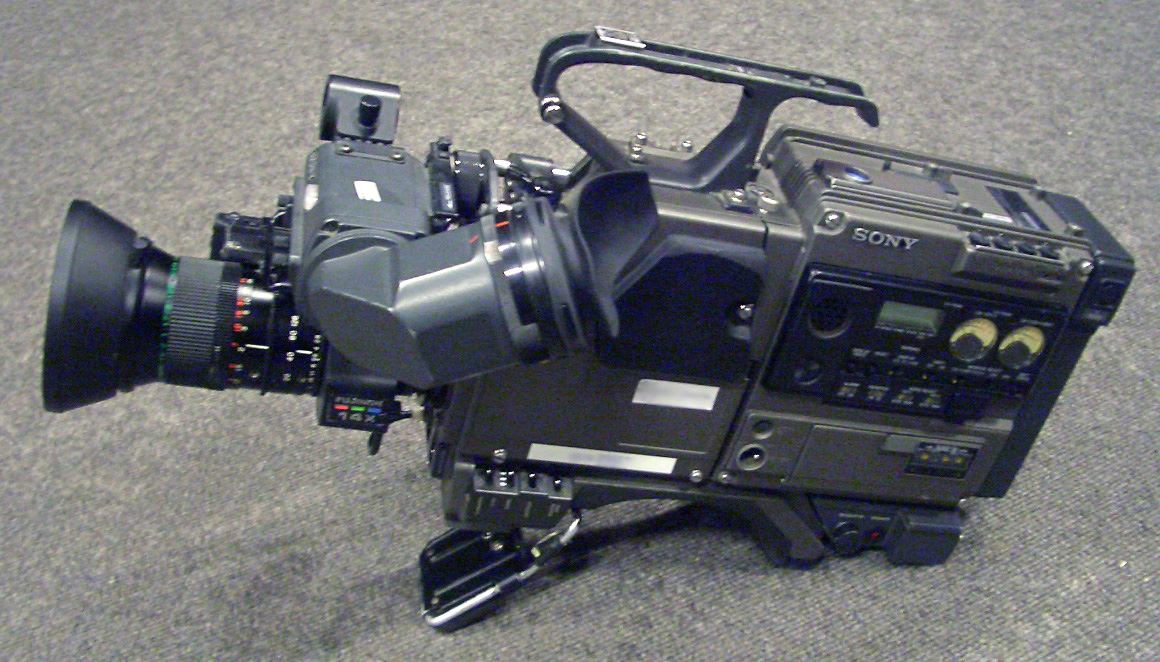
Videokamera (Sony Betacam SP)

Betacam SP, von Sony 1986 als Weiterentwicklung des Betacam-Systems eingeführt, war bis etwa 2005 das meistgenutzte analoge, professionelle ½-Zoll-MAZ-Format. SP steht für Superior Performance. Die analoge Betacam SP arbeitet mit Komponentenaufzeichnung eines Luminanz- und zweier Farbdifferenzsignale, somit stehen für die Luminanz (Y) eine Bandbreite von 5,5 MHz –3 dB (Betacam schaffte nur 4,1 MHz) sowie für die Farbdifferenzen (R-Y) und (B-Y) jeweils 2,0 MHz −3 dB zur Verfügung.
Betacam SP bietet zudem 2 longitudinale Tonspuren, 2 AFM-Tonspuren (AFM = Audiofrequenzmodulation) und eine Spur für den longitudinalen Timecode auf.
Der Audiofrequenzbereich der beiden longitudinalen Spuren reicht von 50 Hz bis 15 kHz, der Bereich der AFM-Spuren beträgt 20 Hz bis 20 kHz. Zusätzlich wird abschaltbar mit dem Rauschunterdrückungssystem Dolby C gearbeitet.
Es gibt zwei verschiedene Kassettentypen mit einer maximalen Aufnahmedauer von 30 Minuten (S-Kassetten, wie schon bei Betacam) beziehungsweise 90 Minuten (L-Kassetten, Neuerung). Je nach Hersteller sind ein paar Minuten mehr möglich – die angegebenen Laufzeiten sind jedoch garantiert. Die Bandgeschwindigkeit beträgt hierbei 10,1 cm/s.
Außer von Sony wurden Betacam-SP-Geräte auch von BTS, Thomson und von Ampex angeboten. Diese sind zumeist baugleich, auch wenn sie sich in der äußeren Form teilweise unterscheiden. Neben den Camcordern gibt es auch Recorder beziehungsweise Player für den Studiobetrieb; das heißt, diese Geräte zeichnen angeschlossene Video-Komponentensignale, FBAS-Signale sowie symmetrische Audiosignale auf.
Bei allen Geräten unterscheiden die Hersteller zwischen Broadcast-, professionellen und Industrie-Typenreihen, die jeweils unterschiedliche Ausstattungsmerkmale aufweisen. So können zum Beispiel ausschließlich die Typenreihen für Broadcast vier Audiosignale aufzeichnen, unterscheiden sich aber auch deutlich im Preis zu den anderen beiden Typen. Sony bezeichnet die drei Typenreihen mit BVW (Broadcast), PVW (Professionell) und UVW (Industrie).
Sony kündigte die Produktionseinstellung aller Produkte aus der Betacam-Serie mit Ende März 2016 an. Zwar sind reine Betacam-SP-Recorder bereits seit Längerem nicht mehr in Produktion, allerdings waren bisher Geräte, die mit Betacam SP abspielkompatibel sind, noch neu erhältlich. Aufgrund der enormen Menge an Archivmaterial, welches auf Betacam SP vorliegt und auf welches bisher dank der Abspielkompatibilität problemlos zugegriffen werden konnte, könnte die Abkündigung die Obsoleszenz-Problematik verschärfen.

## Einige Player und Recorder von Sony
Broadcast-Typenreihe:
- BVW-200P, Camcorder, PAL.
- BVW-300P, Camcorder, PAL, 2⁄3″-IT-CCDs
- BVW-400P, Camcorder, PAL, lichtempfindlicher als BVW-300P, Verwendung von 2⁄3″-FIT-CCDs
- BVW-300AP, Camcorder, PAL, ebenso lichtempfindlich wie BVW-400P, aber günstiger wegen 2⁄3″-IT-CCDs
- BVW-400AP, Camcorder, PAL, Nachfolgemodell der BVW-400P, noch lichtempfindlicher, 2⁄3″-FIT-CCDs
- BVW-D600P, Camcorder, PAL, 1. Beta-SP-Camcorder mit digitaler Signalverarbeitung, auch als 16:9-Modell verfügbar
- BVW-70P, Recorder, PAL
- BVW-75P, Recorder, PAL, mit DT (Dynamic Tracking); DT-Geräte unterstützen Slow Motion
- BVW-60P, Player, PAL
- BVW-65P, Player, PAL, mit DT (Dynamic Tracking)
- BVW-35P, tragbarer Recorder
- BVW-50P, tragbarer Recorder

Professional-Typenreihe:
- PVW-2800P, Recorder, PAL
- PVW-2600P, Player, PAL
- PVW-2650P, Player, PAL, mit DT (Dynamic Tracking)

Industrie-Typenreihe:
- UVW-100P, Camcorder, PAL
- UVW-1400P, Recorder, PAL
- UVW-1800P, Recorder, PAL
- UVW-1200P, Player, PAL
- UVW-1600P, Player, PAL

Anmerkung: Fernsehnormunterstützung: P = PAL, S = SECAM, ohne nachgestellten Buchstaben = NTSC.